# Sonate pour violon et piano no 1 de Roussel
Pour les articles homonymes, voir Sonate pour violon et piano.
La Sonate pour violon et piano no 1, op. 11, en ré mineur, est une sonate pour violon et piano d'Albert Roussel composée en 1907-1908.

## Présentation
La Sonate pour violon et piano no 1 est composée entre août 1907 et août 1908. Elle est dédiée à Vincent d'Indy.
L’œuvre est créée à Paris, au salon d'Automne, le 9 octobre 1908, par Armand Parent au violon et Marthe Dron au piano,. La partition est publiée en 1909 par Rouart-Lerolle. Roussel révise sa sonate en 1931 pour une seconde édition, chez Salabert.

## Structure
La Sonate est de forme cyclique et en trois mouvements, :
1. Lent ( = 58), à  — Très animé ( = 112), à  ;
2. Assez animé ( = 116), à 
 ;
3. Très animé ( = 144), à 
+
.

## Analyse
Michel Dimitri Calvocoressi relève que « le biographe de Roussel, Louis Vuillemin, souligne à juste titre que malgré sa structure un peu scolastique, cette sonate est de la musique vivante et significative, dans laquelle la véritable individualité s'exprime, même si elle ne le fait pas avec une parfaite liberté ».
Le premier mouvement de la Sonate pour violon et piano no 1 est un allegro de forme sonate qui s'ouvre sur une introduction lente dans laquelle le thème cyclique apparaît. Dans l'introduction, Damien Top remarque le pianisme qui rappelle celui des Rustiques. Le thème du Très animé qui suit est en ré mineur, puis vient un second thème au ton relatif, fa majeur. Top note « quelques formules [qui] lorgnent vers l'exotisme ». Le deuxième thème reparaît avant que le premier ne vienne clore le mouvement.
Le deuxième mouvement est un scherzo au sein duquel une partie lente prend la place du trio habituellement dévolu au genre. Pour Damien Top, ce mouvement médian « présente une tentative plus personnelle de fusion structurelle : un scherzo à l'arachnéenne texture enchâsse un lied à trois sections au cours duquel le violon se charge d'exprimer la densité émotionnelle ».
Le troisième et denier mouvement est un « finale brillant et efficace [...] en forme de rondo-sonate ». Harry Halbreich relève que le thème, en ré majeur, est « plein de fraîcheur et d'esprit [... et] annonce celui du Finale de la Deuxième Sonate par son rythme capricieux et complexe (5/4 + 4/4) ». Pour Damien Top, « ses rebonds rythmiques débordent de l'impulsive vitalité qui imprégnait l'op. 6 ».
Dans l'ensemble, Halbreich juge dans la partition « une discrépance réelle entre les idées, personnelles et intéressantes, et leur mise en œuvre, obéissant à des critères qui ne correspondent pas à la personnalité de l'auteur. Roussel ne retombera plus jamais dans pareille erreur ».
Damien Top, pour qui l'œuvre « piaffe et bouillonne sous son apparence de scholiste policée », cite en appui le jugement de Vincent d'Indy, dédicataire de la partition, dans une lettre datée du 14 septembre 1908 : « Ce que j'aime là-dedans, c'est la verve mélodique et le charme très prenant de certains tours (il n'y a pas à dire, il n'y a que le mélos pour parler au cœur ».
Pour la pianiste Blanche Selva, dans une lettre adressée aux Castéra datée du 5 octobre 1908, « cette Sonate piano et violon est une belle chose, une œuvre enfin, forte, franche, saine, pleine de joie et de vie, écrite avec maîtrise. Elle est digne de la Sonate de Magnard et c'est tout dire. Elle est même plus homogène et mieux écrite que celle-ci. Le Maître est enchanté et moi aussi [...] Voilà Roussel sur la bonne voie, d'influence debussyste ou ravellique point ; c'est un Roussel dégagé [...], il y a dans cette Sonate une joie que le Trio ne connaissait pas, et une maîtrise que les œuvres précédentes ont amenée, peu à peu. Il y a un chic final, bien Roussel ».
La durée moyenne d'exécution de la Sonate pour violon et piano no 1 est de trente et une minutes environ.
Le morceau porte le numéro d'opus 11 et, dans le catalogue des œuvres du compositeur établi par la musicologue Nicole Labelle, le numéro L 12.

## Discographie
- Albert Roussel Complete Chamber Music (3 CD), par Jean-Jacques Kantorow (violon) et Jet Röling (piano), CD 1, Brilliant Classics 8413, 2006.